# Alexandre de Châteauneuf-Randon
 (mars 2021).
Alexandre de Châteauneuf-Randon, dit Châteauneuf-Randon, né le 19 octobre 1757 à Tarbes (comté de Bigorre), mort le 22 octobre 1827 à Épervans (Saône-et-Loire), est un homme politique et un militaire de la Révolution française et du Premier Empire.

## Biographie
Sa famille est l'une des plus anciennes de la noblesse du Gévaudan. Son père est Guillaume de Châteauneuf-Randon et sa mère Paule de Launay. Il est marquis de Joyeuse et comte de Châteauneuf-Randon.
Il choisit une carrière militaire, qui le mène à Paris au service de la maison du comte d'Artois, (le futur Charles X, roi de France). Il a été lieutenant-général des armées du Roi. Puis, au début de la Révolution française, il est colonel de la « légion des Alpes ci-devant légion du Midi » également appelée « légion de Montesquiou ».
En mai 1789, Châteauneuf-Randon est élu représentant suppléant de la noblesse pour la sénéchaussée de Mende lors des États-généraux. Il est admis à siéger à la faveur de la démission du marquis d'Apchier. Il vote en faveur du rattachement du Comtat Venaissin à la France.
En septembre 1792, il est élu député du département de la Lozère, le deuxième sur cinq, à la Convention nationale. Il siège sur les bancs de la Montagne. Lors du procès de Louis XVI, il vote en faveur de la mort, contre l'appel au peuple et contre le sursis. Il s'oppose à la mise en accusation de Marat et au rétablissement de la Commission des Douze.
Il est nommé par Bonaparte préfet des Alpes-Maritimes le 13 frimaire an X (4 décembre 1801), et prend ses fonctions au plus tôt le 29 pluviôse an X (18 février 1802), date de fin de fonction de son prédécesseur. Il est relevé à la suite de difficultés avec son secrétaire général Capelle le 21 ventôse an XI (12 mars 1803), qui l'emporte grâce à ses appuis auprès du ministre de l'Intérieur Chaptal. Son successeur est le préfet Dubouchage, qui est nommé le 26 ventôse an XI (17 mars 1803). Chateauneuf-Randon se retire à Ispagnac.
En 1808, il écrit au ministre de la Guerre Clarke pour offrir ses services, mais ses demandes restent sans réponse. Il est mis à la retraite en 1811.
Il est emprisonné pour dettes du 1er février 1812 au 18 octobre 1817.
Au retour de Louis XVIII, il demande la croix de chevalier de l'ordre de Saint-Louis, sans succès.
Il meurt criblé de dettes le 22 octobre 1827.